# Siegfried Lorenz (Leichtathlet)
Siegfried Lorenz (* 21. Juni 1933 in Rastenburg, Ostpreußen) ist ein ehemaliger deutscher Hammerwerfer.

## Biografie
Lorenz reiste als amtierender Deutscher Meister zu den Olympischen Spielen 1960 in Rom. Dort schaffte er es im Hammerwurf allerdings nicht sich für das Finale zu qualifizieren. Er belegte in der Gesamtwertung den 23. Rang. Insgesamt nahm Lorenz an acht Länderkämpfen teil.